# Allocosa munieri
Allocosa munieri är en spindelart som först beskrevs av Simon 1876.  Allocosa munieri ingår i släktet Allocosa och familjen vargspindlar. Inga underarter finns listade i Catalogue of Life.